# Харирампур (подокруг)
Харирампур (бенг. হরিরামপুর, англ. Harirampur) — подокруг в центральной части Бангладеш в составе округа Маникгандж. Административный центр — город Харирампур. Площадь подокруга — 245,42 км². По данным переписи 1991 года численность населения подокруга составляла 156 326 человек. Плотность населения равнялась 637 чел. на 1 км². Уровень грамотности населения составлял 30 %. Религиозный состав: мусульмане — 84,8 %, индуисты — 14,9 %, христиане — 0,03 %, прочие — 0,27 %.